# Декларация от 1 ноября 1954
Декларация от 1 ноября 1954 — первое независимое обращение Фронта национального освобождения (ФНО) к алжирскому народу, ознаменовавшее начало алжирской революции и вооруженной акции Армии национального освобождения (НОА).

## Исторический контекст
Когда Движение за триумф демократических свобод (ДТЛД) организовало свой съезд в апреле 1953 года, выбор независимости был решен, но дата поспешного объявления восстания еще не была назначена.

## Написание
Журналисту Мохамеду Айшауи было поручено написать революционную декларацию под руководством двух лидеров «Группы шести» Мохамеда Будиафа и Мурада Дидуша.

## Впечатление
Листовки для этого воззвания были нарисованы в доме активиста Али Замум, расположенном в деревне Игил Имула в Великой Кабилии.

## Распространение
Затем эти листы складывали в портфели и чемоданы для отправки в пункты назначения в Алжире и за границу.

## Презентация и анализ
Эта декларация была направлена на национальную независимость Алжира путем:
1. Восстановление суверенного, демократического и социального алжирского государства в рамках исламских принципов.[14][15]
2. Уважение всех основных свобод без различия рас и конфессий.[16][17]

### Внутренние ворота
1. Политическая чистка путем возвращения революционного национального движения на его истинный путь и уничтожения всех остатков коррупции и реформизма, являющихся причиной регресса алжирского народа.[18][19]

1. Сбор и организация всей здоровой энергии алжирского народа для ликвидации колониальной системы.[20][21]

### Внешние цели
1. Интернационализация алжирской проблемы.[22][23]

1. Достижение Североафриканского единства.[24][25]

1. В рамках Устава Организации Объединенных Наций подтверждение симпатии Алжира ко всем народам, которые поддержат освободительную акцию.[26][27]

### Средства борьбы
В соответствии с революционными принципами и с учетом внутренней и внешней обстановки продолжение борьбы всеми средствами до достижения цели независимости.
Для достижения этих целей Фронт национального освобождения будет иметь две основные задачи, которые необходимо будет выполнять одновременно: внутренние действия, как политические, так и с точки зрения его действий, и внешние действия, направленные на решение алжирского дела, которое станет реальностью для всего. мира при поддержке всех естественных союзников алжирцев.
Это непосильная задача, требующая мобилизации всей национальной энергии и ресурсов. Правда, борьба будет долгой, но результат предрешен.